# Isodemis illiberalis
Isodemis illiberalis is een vlinder uit de familie van de bladrollers (Tortricidae). De wetenschappelijke naam van de soort is, als Tortrix illiberalis, voor het eerst geldig gepubliceerd in 1918 door Edward Meyrick.

## Type
- holotype: "female"
- typelocatie: "India, Bangla, Darjiling"

## Synoniemen
- Cacoecia interjecta Meyrick, 1922
- Syndemis montivola Diakonoff, 1941